# Lieven Buysse
Lieven Buysse (Zottegem, 1979) is hoogleraar Engelse taalkunde aan de Katholieke Universiteit Leuven Campus Brussel. Hij doceert er Britse cultuur en Engelse taalkunde. Buysse werd in 2017 campusdecaan van de Faculteit Letteren van de KU Leuven in Brussel, en was er eerder campusvicedecaan onderwijs (2011-2017).
Hij studeerde in 2001 af als licentiaat taal- en letterkunde (Nederlands-Engels) aan de Universiteit Gent. Hij werd in januari 2002 assistent aan de economische hogeschool EHSAL in Brussel, later het departement Toegepaste Taalkunde van de Hogeschool-Universiteit Brussel (sinds 2013 onderdeel van de Faculteit Letteren van de Katholieke Universiteit Leuven). In 2010 rondde Lieven Buysse zijn doctoraat af aan de Universiteit Gent over pragmatic markers in het Engels.
Buysse schrijft opiniestukken over Britse thema's maar ook over de staat van het talenonderwijs in Vlaanderen, en doet dat onder andere voor Knack, De Morgen en De Tijd. Hij is ook regelmatig te gast bij VRT-actuaprogramma's zoals Terzake, De Afspraak, Laat of De Ochtend.
In (inter)nationale academische organisaties neemt hij diverse bestuursmandaten op. Zo is hij voorzitter van de European Society for the Study of English (sinds 2025) en van het European Network for Public Service Interpreting and Translation (sinds 2020), secretaris-generaal van de CIUTI (sinds 2018) en kernlid van het Vlaams Talenplatform (sinds 2021).
- Gemeinsame Normdatei: 1105582914
- International Standard Name Identifier: 0000 0004 9593 7022
- ORCID: 0000-0001-7962-3937
- Virtual International Authority File: 120149485501893420004